# Anthony Grey, IX conte di Kent
Anthony Grey (Brancepeth, 1557 – Devon, 9 novembre 1643) è stato un nobile e politico inglese.

## Biografia
Era figlio di George Grey e Margery Salvaine. Suo nonno paterno Anthony Grey era figlio di George Grey, II conte di Kent e della seconda moglie Catherine Herbert.
Anthony sposò Magdalene Purefoy, figlia di William Purefoy e Katherine Wigston. La coppia ebbe dodici figli:
- Grace Grey (Burbage, 1593-?), che sposò James Ward.
- Henry Grey, X conte di Kent (Burbage, 24 novembre 1594 - 1651).
- Magdalene Grey (Burbage, 14 novembre 1596 - settembre 1668), sposò John Browne.
- Christian Grey (Burbage, 8 maggio 1598 - 5 giugno 1681), sposò Theophilus Burdett di Burton Overy nel 1626.
- Faithmyjoye Grey (Burbage, 1599–1602).
- Patience Grey (Burbage, 1603-?), sposò un membro della famiglia Wood.
- John Grey (Burbage, Aprile - settembre 1605).
- Job Grey (Burbage, 1606-?).
- Theophilus Grey (Burbage, 1608 - 30 marzo 1679).
- Priscilla Grey (Burbage, 1609-?).
- Nathaniell Grey (Burbage, 1613-?).
- Presela Grey (Burbage, 1615-?).

Nel 1639 Anthony successe al cugino di secondo grado, Henry Grey, come conte di Kent.